# Pilger
Pilger è un comune degli Stati Uniti d'America, situato nello Stato del Nebraska, nella contea di Stanton.